# Spatiodamaeus verticillipes
Spatiodamaeus verticillipes är en kvalsterart som först beskrevs av Hercule Nicolet 1855.  Spatiodamaeus verticillipes ingår i släktet Spatiodamaeus och familjen Damaeidae. Inga underarter finns listade i Catalogue of Life.